# Acuario del estado de Texas
El Acuario del estado de Texas  (en inglés: Texas State Aquarium) es un acuario sin fines de lucro ubicada en Corpus Christi, en el estado de Texas, en los Estados Unidos. Se dedica a la promoción de la conservación ambiental y la rehabilitación de la fauna del Golfo de México. Ha sido acreditado por la Asociación de Zoológicos y Acuarios (AZA) desde 1995.
Originalmente concebido por una coalición liderada por la Liga Junior de Corpus Christi y llamada la Sociedad Zoológica Botánica de la Costa del Golfo, la organización cambió su nombre por el de Asociación Acuario de Corpus Christi en 1978, y luego a asociación Acuario del estado de Texas en 1986. Fue abierto al público al 6 de julio de 1990.